# The best of E.N.I.
The Best of E.N.I. (2008) supone la primera recopilación del cuarteto croata E.N.I. tras once años de carrera y tras haberse consolidado como una de las girl bands más duraderas en el mundo de la música. Dicho trabajo recoge los éxitos extraídos de sus hasta ahora cuatro discos de estudio: Probudi me, Saten, Da Capo y Oci su ti ocean. Además, el álbum incluye dos temas nuevas: Polaroid (single de presentación del recopilatorio) y Crna kutija (Caja negra).
El álbum ha contado con gran acogida tanto en Croacia como en el resto de repúblicas ex-yugoslavas.

## Lista de canciones
- 1. Polaroid (tema inédito)
- 2. Monalisa
- 3. Oci su ti ocean
- 4. Probudi me
- 5. Mara pogibejcic (vs. Let 3)
- 6. Rijetko te vidjam sa djevojkama
- 7. Ja znam
- 8. You're the one
- 9. Sol u caju
- 10. Kap po kap
- 11. Ljubav je tu
- 12. Mi mozemo sve
- 13. Samo jednom se ljubi
- 14. Ti si moja ruza
- 15. Trazi se decko
- 16. Crna kutija

17. Sve je tvoje
18. Tko zna